# 井口佳典
井口 佳典（いぐち よしのり、1977年8月22日 - ）は、三重県松阪市出身の競艇選手である。
三重支部所属。登録番号は4024。85期。弟子に新田雄史、平田健之佑がいる。
師匠は森岡正博、妻は元競艇選手の井口真弓（旧姓：新田）。ともに2013年3月引退。
二人の息子がいる。

## 来歴・人物
- 三重県立松阪工業高等学校卒業、高校時代は地元の松阪にも競輪場がある競輪選手を目指していたが、練習中に腰を骨折して競輪の道を断念した。
- その後競艇に進路変更。サラリーマン時代を経て、本栖研修所（現在の養成所は福岡県柳川市にあるボートレーサー養成所）に入所。本栖リーグの勝率は7.15と優秀で、85期中2位（1位は田村隆信）。卒業記念競走の優勝戦は、田村に次いで優勝戦2着であった。
- 師匠の森岡は高校の先輩である。
- デビュー5期目でA1級となるも、5年目にB2落ち。そのため同期に比べG1への斡旋は少なかった。
- 2007年12月、福岡競艇において開催されたSG第22回賞金王決定戦に出場。初出場ながら決定戦に進出したものの、スタート直後に同期の湯川浩司と絡み合う形でエンスト失格（選責外）となる。
- 2008年 6月、第35回笹川賞優勝戦、5コースからコンマ07のトップスタートを決めてまくり差し一閃、SG初制覇を飾る。
- 2008年12月、住之江競艇において開催された第23回賞金王決定戦で揃ったスタートから危なげなく1マークを旋回して一気に逃げ切って決定戦初制覇。
- 2009年は賞金王シリーズ戦へ回る事になったが、節間3連対を外す事なく優出し、優勝戦でもトップスタートから逃げを決めた。賞金王決定戦・シリーズ戦2年連続優勝を達成した。
- 2012年5月、第39回笹川賞で予選トップ通過、準優勝戦と順調に勝ち上がり、優勝戦もイン速攻で優勝。SGV4を成し遂げた。
- 2012年7月、第17回オーシャンカップで予選2位で突破、準優勝戦と順調に勝ち上がり、優勝戦もイン速攻(決まり手 逃げ.12)で優勝しSGV5を達成した。
- 同年、年末の賞金王決定戦に出場のする際に名付けられたキャッチフレーズはKing of Galaxy(銀河の王者)と決まった。
- 2013年前期に適用される選手級別(審査期間：2012年5月1日〜10月31日)において、勝率8.21で自身初の1位となった。
- 2014年8月30日、SG モーターボート記念にて通算1000勝を達成。
- 2018年3月21日、第53回総理大臣杯で2コースから一気に1号艇の白井英治をまくり、SGV6を達成。
- 2021年4月27日に開催された第341回褒賞懲戒審議会に於いて向こう2カ月の出場停止処分が決定。これにより第48回ボートレースオールスター[1]、第31回グランドチャンピオン[2]は別選手が繰り上がりとなる。

## 競走成績
一般競走
- 初出走 ：1999年11月17日（津）
- 初勝利 ：2000年03月12日（三国）
- 初優出 ：2001年12月17日（平和島）
- 初優勝 ：2002年02月17日（若松）

G1記録
- G1初出走 ：2003年01月28日（丸亀）　【第17回 新鋭王座決定戦】
- G1初優出 ：2006年01月29日（唐津）　【第20回 新鋭王座決定戦】
- G1初優勝 ：2006年03月30日（住之江）【開設49周年記念 太閤賞】
- G1優勝02 ：2007年06月21日（津）　　【開設55周年記念 つつじ賞王座決定戦】
- G1優勝03 ：2008年05月22日（蒲郡）　【開設53周年記念 オールジャパン竹島特別】
- G1優勝04 ：2010年06月08日（若松）　【全日本覇者決定戦　開設58周年記念競走】
- G1優勝05 ：2011年09月22日（津）　　【開設59周年記念 つつじ賞王座決定戦】
- G1優勝06 ：2013年01月29日（津）　　【第58回東海地区選手権競走】
- G1優勝07 ：2013年07月18日（津）　　【開設61周年記念 つつじ賞王座決定戦】
- G1優勝08 ：2013年09月30日（児島）　【児島キングカップ 開設61周年記念競走】
- G1優勝09 ：2014年03月13日（常滑）　【開設60周年記念競走　マーメイドグランプリ】
- G1優勝10 ：2014年09月21日（徳山）　【徳山クラウン争奪戦　開設61周年記念競走】
- G1優勝11 ：2016年03月08日（戸田）　【戸田プリムローズ　開設59周年記念】
- G1優勝12 ：2016年07月31日（住之江）【開設60周年記念 太閤賞】
- G1優勝13 ：2017年02月23日（津）　　【第62回東海地区選手権競走】
- G1優勝14 ：2019年01月24日（蒲郡）　【オールジャパン竹島特別　開設63周年記念競走】
- G1優勝15 ：2020年06月09日（大村）　【開設68周年記念　海の王者決定戦】
- G1優勝15 ：2023年04月23日（若松）　【第24回マスターズチャンピオン】
- G1優勝16 ：2025年  2月10日（津）　　【第70回東海地区選手権競走】

SG記録
- SG初出走 ：2005年08月30日（若松）　【第51回 モーターボート記念】
- SG初優出 ：2007年03月21日（平和島）【第42回 総理大臣杯】
- SG初優勝 ：2008年06月01日（平和島）【第35回 笹川賞】
- SG優勝02 ：2008年12月23日（住之江）【第23回 賞金王決定戦】
- SG優勝03 ：2009年12月23日（住之江）【第24回 賞金王シリーズ】
- SG優勝04 ：2012年05月27日（浜名湖）【第39回 笹川賞】
- SG優勝05 ：2012年07月22日（尼崎）　【第17回 オーシャンカップ】
- SG優勝06 ：2018年03月21日（浜名湖）【第53回 ボートレースクラシック】